# Čeští vítězové kanadského bodování jednotlivých sezón
Toto je seznam hráčů Česka, kteří získali nejvíce kanadských bodů v jednotlivé sezóně v NHL.
| Klub                 | Hráč                                                           | sezóna |
| Západní divize       | Západní divize                                                 | Západní divize |
| -------------------- | -------------------------------------------------------------- | --- |
| Anaheim Ducks        | nikdo                                                          | |
| Arizona Coyotes      | Radim Vrbata                                                   | 2016/2017 |
| Colorado Avalanche   | Milan Hejduk                                                   | 2008/2009 |
| Los Angeles Kings    | nikdo                                                          | |
| Minnesota Wild       | Martin Havlát                                                  | 2010/2011 |
| San Jose Sharks      | nikdo                                                          | |
| St. Louis Blues      | nikdo                                                          | |
| Vegas Golden Knights | nikdo                                                          | |
| Střední divize       |                                                                | |
| Carolina Hurricanes  | Josef Vašíček                                                  | 2003/2004 |
| Chicago Blackhawks   | Martin Havlát                                                  | 2006/2007 • 2008/2009 |
| Columbus             | David Výborný Václav Prospal Jakub Voráček                     | 2005/2006 • 2006/2007 2012/2013 2021/2022                                                                                             |
| Dallas Stars         | nikdo                                                          | |
| Detroit Red Wings    | Václav Nedomanský (ČSSR) Robert Lang Jakub Vrána               | 1978/1979 2003/2004 2020/2021 |
| Florida Panthers     | Tomáš Fleischmann Jaromír Jágr                                 | 2011/2012 • 2012/2013 2015/2016 |
| Nashville Predators  | Martin Erat                                                    | 2010/2011 • 2012/2012 |
| Tampa Bay Lightning  | Václav Prospal                                                 | 2002/2003 |
| Severní divize       |                                                                | |
| Calgary Flames       | Jiří Hudler                                                    | 2013/2014 • 2014/2015 |
| Edmonton Oilers      | Aleš Hemský Petr Sýkora                                        | 2005/2006 • 2007/2008 • 2008/2009 2006/2007                                                                                           |
| Montreal Canadiens   | Martin Ručinský Tomáš Plekanec                                 | 1999/2000 2009/2010 • 2010/2011 |
| Ottawa Senators      | Radek Bonk                                                     | 1999/2000 |
| Toronto Maple Leafs  | Miroslav Fryčer (ČSSR)                                         | 1985/1986 |
| Vancouver Canucks    | nikdo                                                          | |
| Winnipeg Jets        | nikdo                                                          | |
| Východní divize      |                                                                | |
| Boston Bruins        | David Krejčí David Pastrňák                                    | 2009/2010 • 2010/2011 • 2013/2014 2019/2020                                                                                           |
| Buffalo Sabres       | nikdo                                                          | |
| New Jersey Devils    | Robert Holík Petr Sýkora Patrik Eliáš Jaromír Jágr Pavel Zacha | 1997/1998 1998/1999 1999/2000 • 2000/2001 • 2001/2002 • 2002/2003 • 2003/2004 • 2006/2007 • 2010/2011 • 2012/2013 2013/2014 2020/2021 |
| New York Islanders   | nikdo                                                          | |
| New York Rangers     | Petr Nedvěd Jaromír Jágr                                       | 1999/2000 2003/2004 • 2005/2006 • 2006/2007 • 2007/2008                                                                               |
| Philadelphia Flyers  | Jakub Voráček                                                  | 2014/2015 • 2016/2017 |
| Pittsburgh Penguins  | Jaromír Jágr                                                   | 1993/1994 • 1994/1995 • 1997/1998 • 1998/1999 • 1999/2000 • 2000/2001                                                                 |
| Washington Capitals  | Michal Pivoňka Jaromír Jágr                                    | 1991/1992 (Československo) • 1995/1996 2001/2002 • 2002/2003                                                                          |